# Michał Dziadosz
Michał Dziadosz (ur. 19 kwietnia 1979 w Warszawie) – copywriter, redaktor muzyczny, dziennikarz kulturalny, autor tekstów, kompozytor, multiinstrumentalista, ekspert od savoir vivre, komunikacji i autoprezentacji. 
Absolwent filologii polskiej na Uniwersytecie Warszawskim. Założyciel i lider art-rockowego zespołu Iluzjon, aktywnego w latach 2000-2012. 
Przewodził także awangardowemu, jazzowemu przedsięwzięciu Unitra Brothers, ambientowemu Calma oraz formacji Sovy. Jest autorem muzyki do serii płyt wydanych przez Polskie Radio „Bajki na dobranoc (vol 1-6)”. W muzycznej twórczości Dziadosza można usłyszeć przede wszystkim rock progresywny, ambient oraz jazz. Inspirują go tacy wykonawcy, jak David Sylvian, King Crimson, Brian Eno, Pink Floyd i wielu innych. 
Michał Dziadosz był pomysłodawcą, współtwórcą i właścicielem platform edukacyjno-lajfstajlowych: kawalery.pl oraz reaktorstylu.pl
Jako dziennikarz kulturalny działał m.in. w czasopismach: „Ramp. Kultura motoryzacji”, „Art and Business”. Współpracuje z tytułem „Hi-Fi i Muzyka”.
Od października 2018 prowadzi autorską audycję STUDIO POP w krakowskim radiu rockserwis.fm.